# Independent Air
Independent Air era una compagnia aerea charter con sede negli Stati Uniti ed operativa dal 1966 al 1990.

## Storia
Independent Air nacque in origine come Atlanta Skylarks. La compagnia operò voli per l'Atlanta Skylarks Travel Club a partire dal luglio 1966 con un solo Douglas DC-7. All'inizio degli anni '70 ampliò le operazioni charter ai Caraibi utilizzando un Sud Aviation Caravelle e due Boeing 720. La licenza della compagnia aerea (non del club) fu rilevata nel 1984 da Alvin Pittman e Orien Dickerson. Entrambi avevano già lavorato per Capitol Air. La nuova compagnia aerea venne così chiamata Independent Air.

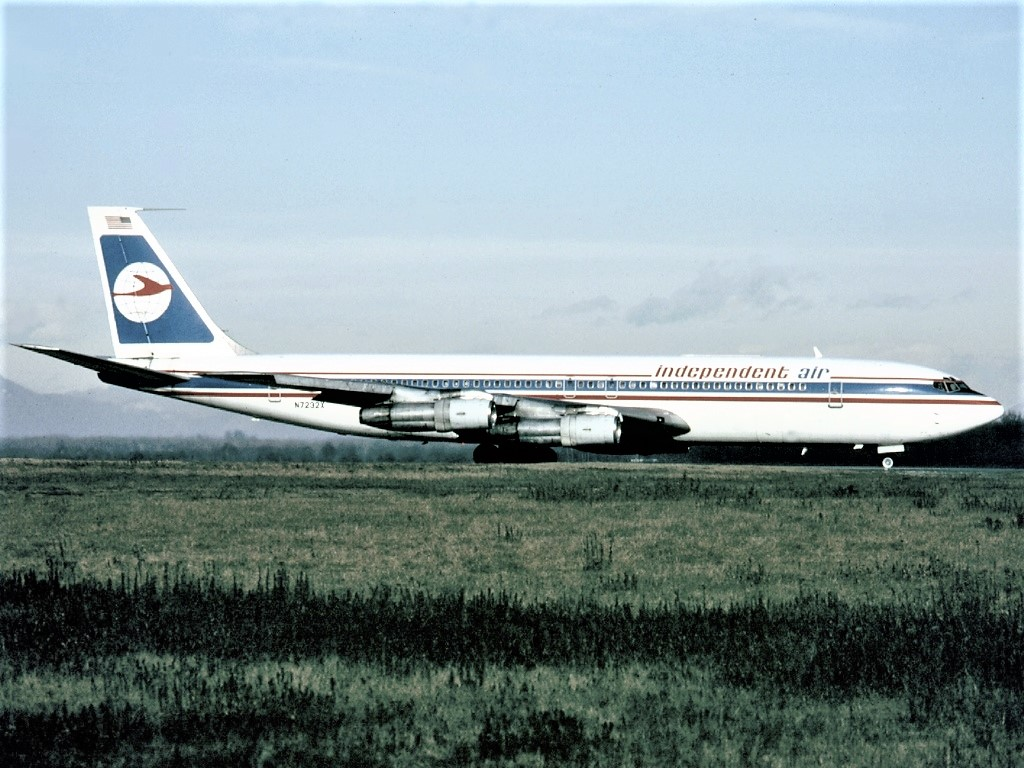
N7232X, un dei Boeing 707 della Independent Air a Milano-Malpensa, il 2 gennaio 1989.

Independent Air ottenne una licenza per voli charter in tutto il mondo nel 1984. La compagnia acquistò due Boeing 707 (N7232X e N7231T) da Trans World Airlines. L'autorizzazione della compagnia ad utilizzare questi velivoli viene ritirata nel 1984 in seguito alle nuove normative sul rumore, ma fu esentata a seguito di una causa legale. Nel 1985 gli aerei vennero dotati di smorzatori di rumore, che consentirono alla compagnia di soddisfare i livelli di rumore della fase 3.
La compagnia aerea operava principalmente voli charter per le vacanze e volava su rotte di questo tipo anche per l'esercito americano.
Nel 1988 e nel 1989 la compagnia effettuò voli charter tra la Florida e la Giamaica, soprannominata anche "Jamaica Shuttle". Al momento dello schianto dell'Independent Air 1851, la compagnia stava operando voli tra Boston e Ponta Delgada (per conto di Azores Express), Fort Lauderdale e Montego Bay, Denver e Montego Bay e Milano/Bergamo con Punta Cana/Santo Domingo.

### Volo Independent Air 1851
L'8 febbraio 1989 uno dei 707 di Independent Air, l'N7231T, si schiantò durante l'avvicinamento all'isola di Santa Maria nelle Azzorre, in Portogallo, uccidendo tutte le 144 persone a bordo.

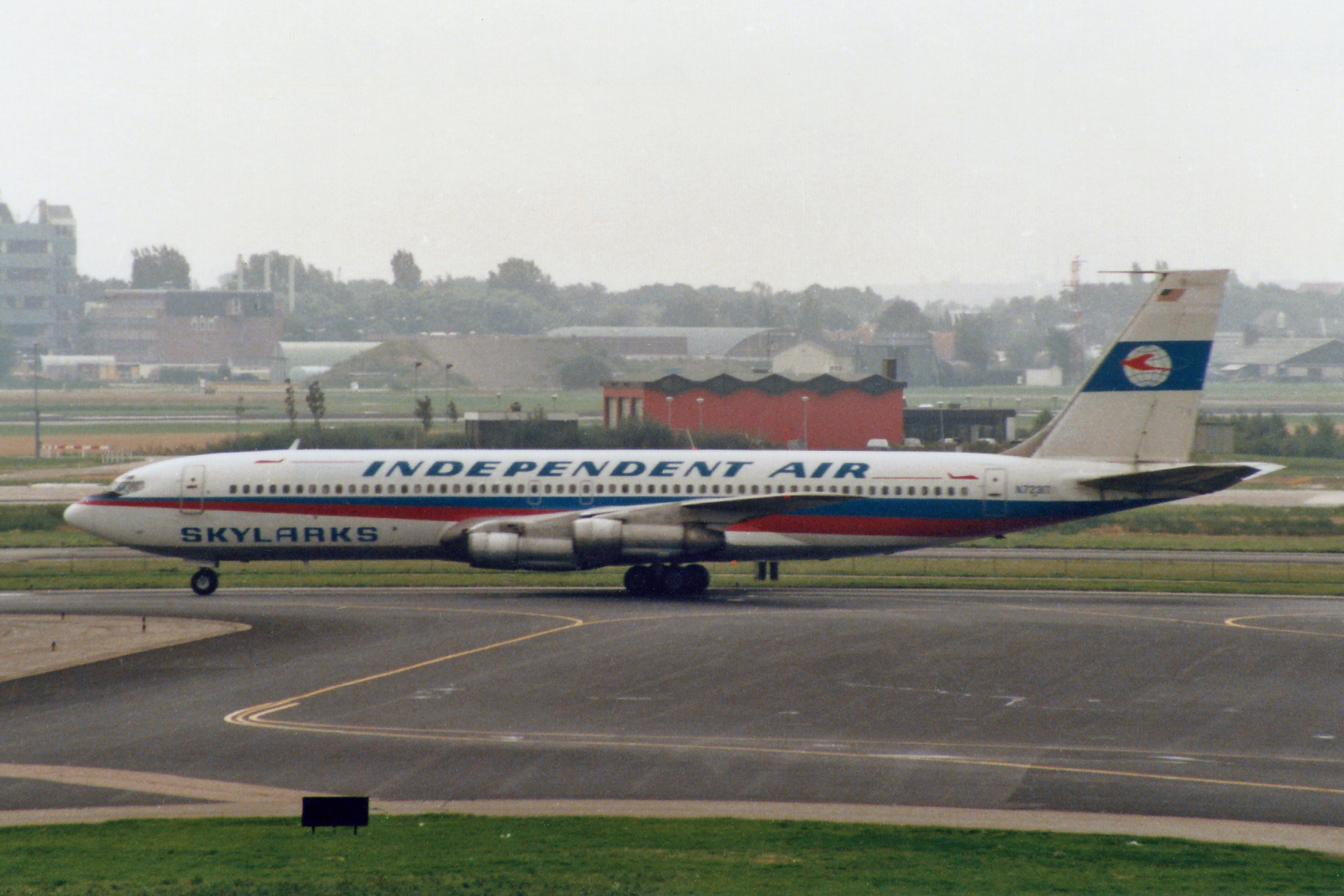
N7231T, il 707 coinvolto nell'incidente, fotografato all'aeroporto di Amsterdam-Schiphol nel 1985.

### Dopo l'incidente
In seguito allo schianto, Independent Air ricevette una pessima fama sui giornali italiani dell'epoca, principalmente sull'età dei suoi aerei. Inoltre, alcuni passeggeri che si erano imbarcati su uno dei suoi voli precedenti nella Repubblica Dominicana e in Giamaica si lamentarono dello stato del suo aereo e degli interni citando un condizionatore d'aria difettoso e gli schienali dei sedili rotti. Due giorni dopo l'incidente il ministro dei Trasporti italiano, Giorgio Santuz, bandì l'Independent Air dai cieli italiani. Azores Express ereditò il contratto per i voli tra Ponta Delgada e Boston entro la fine di febbraio.
Independent Air sostituì l'aereo precipitato con N457PC, affittato alla International Air Leases e precedentemente operato da Ports of Call Airlines.
Nel 1990, l'Independent Air aveva in programma di avviare dei voli di linea tra New York e Porto Rico, ma quei piani non furono realizzati. Nel frattempo, le conseguenze dell'incidente delle Azzorre portarono alla cancellazione dei contratti con i tour operator e alla sospensione dei voli nel novembre 1990.

## Controversie
Nel 1990 Orien Dickerson, allora vicepresidente della compagnia, fu penalizzato dal Dipartimento dei Trasporti degli Stati Uniti perché ritirava fondi dai conti vincolati per i voli charter che dovevano ancora essere effettuati. Nel settore delle compagnie aeree charter è pratica comune che i pagamenti anticipati da parte dei clienti (ad es. le agenzie di viaggio) alle compagnie aeree siano depositati su un conto di deposito a garanzia fino a quando il volo non viene operato. Ciò riduce il rischio per l'agenzia di viaggi che il volo non possa essere effettuato a causa di fondi insufficienti. Orion Dickerson venne multato nel 1992 per 20000 $. Inoltre gli fu ordinato di astenersi dal coinvolgimento lucrativo con vettori aerei, agenzie di viaggio o società di charter pubblico per 18 mesi.

## Flotta
Dopo il cambio di nome da Atlanta Skylarks a Independent Air, la compagnia acquistò due Boeing 707-331B dalla TWA (N7232X e N7231T). I due Boeing 720 già presenti vennero smaltiti. Inizialmente, alla società non fu concesso il permesso di utilizzare i 707 negli Stati Uniti, poiché i loro motori non erano dotati di smorzatori di rumore. Nel 1987 la compagnia aggiunse un Boeing 727-100 (N154FN) alla propria flotta, ma questo aereo venne restituito al proprietario prima della fine di quell'anno. Inoltre prese in leasing un Boeing 707 dalla Skystar International (N728Q) nel 1987. I pilastri della flotta (N7231T e N7232X) furono venduti a International Air Leases Inc. nel 1988 e noleggiati. Il Boeing 707 N7231T schiantatosi nelle Azzorre è stato poi sostituito nel 1989 da un 707 della Denver Ports of Call (N457PC). Entrambi gli aeromobili sono stati restituiti a International Air Leases nel 1990, quando l'Independent Air cessò le operazioni.

### Flotta storica
Independent Air aveva precedentemente utilizzato i seguenti aeromobili:
- 3 Boeing 707-331
- 2 Boeing 720
- 1 Boeing 727
- 1 Douglas DC-7
- 1 Sud Aviation Caravelle